# 前田幸蔵
前田 幸蔵（まえだ こうぞう、1907年（明治40年） - 1986年（昭和61年））は、日本の公認会計士、税理士。元日本税理士会連合会会長。

## 経歴
鳥取県八頭町（旧船岡町）出身。1934年（昭和9年）拓殖大学商科を卒業し、同年計理士に登録。1950年（昭和25年）、公認会計士試験に合格する。日本計理士会常任理事､税理士試験委員､中小企業中央連絡懇談会委員等を歴任。
1965年の第7回参議院議員通常選挙では、全国区で立候補して当選した青木一男を支援。後に公職選挙法違反（違法文書配布）の容疑で警視庁に逮捕された。